# Gimnasia en los Juegos Olímpicos de Londres 2012 – Barras asimétricas femenino
El evento de barras asimétricas femenino de gimnasia artística en los Juegos Olímpicos de Londres 2012 tomó lugar el 6 de agosto en el North Greenwich Arena.

## Horario
La hora está en Tiempo británico (UTC+1)
| Fecha                      | Tiempo | Ronda   |
| -------------------------- | ------ | ------- |
| Lunes, 6 de agosto de 2012 | 14:00  | Finales |

## Clasificación
|           | Nombre            | País                 | Fecha de nacimiento     | Edad    |
| --------- | ----------------- | -------------------- | ----------------------- | ------- |
| Más joven | Gabby Douglas     | Estados Unidos (USA) | 31 de diciembre de 1995 | 16 años |
| Más mayor | Elizabeth Tweddle | Reino Unido (GBR)    | 1 de abril de 1985      | 27 años |

| Rank | Gimnasta                | Pts. D | Pts. E | Penalidad | Total  |
| ---- | ----------------------- | ------ | ------ | --------- | ------ |
| 1    | Elizabeth Tweddle (GBR) | 7.000  | 9.133  |           | 16.133 |
| 2    | He Kexin (CHN)          | 7.100  | 8.866  |           | 15.966 |
| 3    | Viktoria Kómova (RUS)   | 7.000  | 8.833  |           | 15.833 |
| 4    | Yao Jinnan (CHN)        | 6.800  | 8.966  |           | 15.766 |
| 5    | Aliyá Mustáfina (RUS)   | 7.000  | 8.700  |           | 15.700 |
| 6    | Gabby Douglas (USA)     | 6.600  | 8.733  |           | 15.333 |
| 7    | Elisabeth Seitz (GER)   | 6.700  | 8.466  |           | 15.166 |
| 8    | Koko Tsurumi (JPN)      | 6.600  | 8.433  |           | 15.033 |

Huang Qiushuang (CHN) quedó en séptimo lugar, pero no calificó debido la regla de 'dos por país solamente' ya que su compañera obtuvo una calificación más alta.

### Reservas
Las reservas para las barras asimétrica fueron:
- Celine van Gerner (NED)
- Kyla Ross (USA)
- Rebecca Tunney (GBR)

Jordyn Wieber (USA) no calificó como la tercera reserva debido a que sus compañeras de equipo Douglas Gabby y Kyla Ross obtuvieron una mayor puntuación en la ronda preliminar.

## Final
| Posición          | Gimnasta                | Pts. D | Pts. E | Pen. | Total  |
| ----------------- | ----------------------- | ------ | ------ | ---- | ------ |
| Medalla de oro    | Aliyá Mustáfina (RUS)   | 7.000  | 9.133  |      | 16.133 |
| Medalla de plata  | He Kexin (CHN)          | 7.100  | 8.833  |      | 15.933 |
| Medalla de bronce | Elizabeth Tweddle (GBR) | 7.000  | 8.916  |      | 15.916 |
| 4                 | Yao Jinnan (CHN)        | 6.800  | 8.966  |      | 15.766 |
| 5                 | Viktoria Kómova (RUS)   | 7.000  | 8.666  |      | 15.666 |
| 6                 | Elisabeth Seitz (GER)   | 6.700  | 8.566  |      | 15.266 |
| 7                 | Koko Tsurumi (JPN)      | 6.400  | 8.566  |      | 14.966 |
| 8                 | Gabby Douglas (USA)     | 6.300  | 8.600  |      | 14.900 |